# یواس‌سی‌جی‌سی وائشه (دبلیوام‌اس‌ال-۷۵۱)
یواس‌سی‌جی‌سی وائشه (دبلیوام‌اس‌ال-۷۵۱) (به انگلیسی: USCGC Waesche (WMSL-751)) یک کشتی است که طول آن ۴۱۸ فوت (۱۲۷ متر) می‌باشد. این کشتی در سال ۲۰۰۸ ساخته شد.